# Melinda Page Hamilton
Melinda Page Hamilton (22 de agosto de 1974) es una actriz estadounidense, conocida por su papel de Odessa Burakov en la serie de comedia dramática Devious Maids de Lifetime y por su papel principal en la película independiente Sleeping Dogs Lie (2006). Ha tenido papeles recurrentes en Desperate Housewives, Mad Men y Big Love.

## Biografía
Hamilton nació en la ciudad de Nueva York. Asistió a la Universidad de Princeton y más tarde a la Tisch School of the Arts en la Universidad de Nueva York. Protagonizó una serie de producciones teatrales, incluso como el personaje principal en la producción teatral original de Cornelia, escrita por Mark V. Olsen. Hizo su debut televisivo en el episodio del drama legal de NBC Law & Order en 1997, y a partir de 2003 comenzó a interpretar papeles de estrella invitada en programas como Star Trek: Enterprise, Nip/Tuck, Ghost Whisperer, Criminal Minds, The Closer, Castle, NCIS, Modern Family y True Blood.
Su memorable papel en Star Trek: Enterprise de 2003 de Feezal, la científica alienígena y segunda esposa del Doctor Phlox, exploró el concepto de poligamia.
Tuvo un papel secundario en la película Promised Land del 2004 y el papel principal en la película Sleeping Dogs Lie de 2006. También apareció en las películas Corporate Affairs (2008), Not Forgotten (2009) y God Bless America (2011).
En televisión, tuvo papeles recurrentes en la serie de comedia dramática de ABC Desperate Housewives como la hermana Mary Bernard, una monja que persigue a un hombre casado; y en el drama de época de AMC Mad Men, como Anna Draper, superviviente de la polio y viuda del hombre cuya identidad robó Don Draper en Corea. También fue estrella invitada en Grey's Anatomy y su derivado Private Practice, y en todos los programas de la franquicia CSI: CSI: Crime Scene Investigation CSI: NY y CSI: Miami. También apareció en la serie dramática de HBO Big Love de 2009 a 2010.
En 2013, Hamilton apareció como Odessa Burakov en las dos primeras temporadas de la serie de comedia y drama Devious Maids de Lifetime, para la cual perfeccionó un acento ruso. En 2015, tuvo papeles recurrentes en la serie de USA Network Dig, y el drama de SundanceTV, Rectify.
Tuvo el papel recurrente de la agente especial Telesco en la serie dramática de ABC How To Get Away With Murder. En el año 2022 participa en la serie de Amazon Prime Video The Peripheral.

## Filmografía

### Cine
| Año  | Título                       | Rol            | Notas                                                            |
| ---- | ---------------------------- | -------------- | ---------------------------------------------------------------- |
| 2004 | Promised Land                | Marisa         |                                                                  |
| 2006 | Sleeping Dogs Lie            | Amy            | Nominated - Gotham Independent Film Award for Breakthrough Actor |
| 2007 | Driftwood                    | Blaire Farrow  | Short film                                                       |
| 2008 | Corporate Affairs            | Chris          |                                                                  |
| 2009 | Not Forgotten                | Deputy Mindy   |                                                                  |
| 2009 | The Horseman                 | Abigail Cooper | Short film                                                       |
| 2011 | God Bless America            | Alison         |                                                                  |
| 2020 | M.O.M. (MOTHERS OF MONSTERS) | Abbey Bell     |                                                                  |

### Televisión
| Año           | Título                         | Rol                              | Notas                                         |
| ------------- | ------------------------------ | -------------------------------- | --------------------------------------------- |
| 1997          | Law & Order                    | Jane Spoonser                    | Episodio: "Denial"                            |
| 2003          | Star Trek: Enterprise          | Feezal                           | Episode: "Stigma"                             |
| 2004          | CSI: Miami                     | Julie Bryant                     | Episode: "Slow Burn"                          |
| 2004          | Everwood                       | Mary Kelly                       | Episodio: "There Is a Reaction"               |
| 2004          | Medical Investigation          | Sarah Doyle                      | Episode: "Alienation"                         |
| 2005          | Numb3rs                        | Jennifer Nash                    | Episode: "Soft Target"                        |
| 2005          | Nip/Tuck                       | Colleen Eubanks                  | Episode: "Hannah Tedesco"                     |
| 2005          | CSI: NY                        | Kayla Stanfield / Tara Stanfield | Episode: "Bad Beat"                           |
| 2005–2006     | Desperate Housewives           | Sister Mary Bernard              | Recurring role, 3 episodes                    |
| 2005–2007     | Cold Case                      | Janie Stillman                   | Episodes: "Revenge" and "Blood on the Tracks" |
| 2007          | Raines                         | Connie Webb                      | Episode: "5th Step"                           |
| 2007          | Ghost Whisperer                | Jane Taylor                      | Episode: "Holiday Spirit"                     |
| 2008          | Criminal Minds                 | Claire Bates                     | Episode: "The Instincts"                      |
| 2008          | Without a Trace                | Dr. Sally Moss                   | Episode: "Push Comes to Shove"                |
| 2009          | The Closer                     | Beth Gibson                      | Episode: "Good Faith"                         |
| 2009          | The Mentalist                  | Katie                            | Episode: "Crimson Casanova"                   |
| 2009          | Castle                         | Diana Harris                     | Episode: "Nanny McDead"                       |
| 2009          | Private Practice               | Donna Keating                    | Episode: "What You Do for Love"               |
| 2009          | Bones                          | Georgia Hartmeyer                | Episodio: "The Goop on the Girl"              |
| 2010          | NCIS                           | Vanessa Tillman                  | Episode: "Ignition"                           |
| 2009–2010     | Big Love                       | Malinda                          | Recurring role, 6 episodes                    |
| 2010          | The Glades                     | Sara Weston                      | Episode: "Cassadaga"                          |
| 2008–2010     | Mad Men                        | Anna Draper                      | Recurring role, 4 episodes                    |
| 2010          | Grey's Anatomy                 | Dr. Jennifer Stanley             | Episode: "That's Me Trying"                   |
| 2011          | CSI: Crime Scene Investigation | Jody Cambry                      | Episode: "The List"                           |
| 2011          | Law & Order: LA                | Attorney                         | Episode: "Angel's Knoll"                      |
| 2012          | Modern Family                  | Sandy                            | Episode: "Election Day"                       |
| 2012          | True Blood                     | Jill Steeler                     | Episode: "Whatever I Am, You Made Me"         |
| 2012          | Vegas                          | Ginny                            | Episode: "Estinto"                            |
| 2013–2014     | Devious Maids                  | Odessa Burakov                   | Recurring role, 10 episodes                   |
| 2014          | Hart of Dixie                  | Marian                           | Episodio: "Star of the Show"                  |
| 2014          | NCIS: New Orleans              | Catherine Wilson                 | Episode: "Watch Over Me"                      |
| 2014          | Killer Women                   | DEA Agent                        | Episode: "Queen Bee"                          |
| 2014          | Masters of Sex                 | Anne Palmateer                   | Episode: "Kyrie Eleison"                      |
| 2015          | Dig                            | Sandra                           | Recurring role, 3 episodes                    |
| 2015          | Jane the Virgin                | Alexis Falco                     | Episode: "Chapter Eighteen"                   |
| 2015          | iZombie                        | Dr. Maddy Larson                 | Episode: "Astroburger"                        |
| 2015          | The Whispers                   | Ms. Bellings                     | Episode: "X Marks the Spot"                   |
| 2015          | True Detective                 | Gena's Attorney                  | Episodio: "Other Lives"                       |
| 2015          | Rectify                        | Therapist                        | Episodio: "Thrill Ride"                       |
| 2017–2018     | Damnation                      | Connie Nunn                      | Protagonista                                  |
| 2017–2019     | How to Get Away with Murder    | Claire Telesco                   | Recurrente                                    |
| 2020          | Mrs. America                   | Mary Frances                     | 3 episodios                                   |
| 2020          | Messiah                        | Anna Iguero                      | Recurring role                                |
| 2020          | Dirty John                     | Kerry Wells                      | Episode: "Perception Is Reality"              |
| 2022-presente | The Peripheral                 | Ella                             |                                               |